# Эркенов, Леонид Хаджимуразович
Леонид Хаджимуразович Эркенов (2 июня 1925, Аргудан, Северо-Кавказский край — 2001) — советский кабардинский театральный режиссёр, народный артист РСФСР.

## Биография
Леонид Хаджимуразович Эркенов родился 2 июня 1925 года в кабардинском селе Аргудан Кабардино-Балкарской АО. Отец был директором местного овцесовхоза. В 1940 году после окончания средней школы поступил во вспомогательный состав кабардинской труппы Кабардино-Балкарского госдрамтеатра. В 1942 году добровольцем ушел на фронт, участвовал в Великой Отечественной войне. В 1944 году после тяжёлого ранения был демобилизован и вернулся в театр.
В 1947—1952 годах учился на режиссёрском факультете Ленинградской консерватории в составе кабардинской оперной студии.
В 1952—1985 годах работал, с некоторым перерывом, режиссёром, затем главным режиссёром Кабардинского госдрамтеатра им. А. А. Шогенцукова. Ставил спектакли и в других Государственных театрах Кабардино-Балкарии — балкарском, русском и музыкальном. За более чем 40 лет работы в театре поставил более 150 драматических и музыкальных спектаклей.
Первую известность как режиссёра ему принесла постановка драмы «Даханаго» по пьесе кабардинского драматурга З. А. Аксирова, получившего высокую оценку критики в Москве после показа в 1957 году в дни Международного фестиваля молодежи и студентов. Триумфально прошла поставленная Эркеновым в Нальчике первая национальная опера «Мадина» М. Балова и Х. Карданова (либретто Х. Хавпачева по поэме А. Шогенцукова).
Был председателем Кабардино-Балкарского отделения Всероссийского театрального общества.
Умер в 2001 году.

## Награды и премии
- Орден Отечественной войны II степени.
- Орден «Знак Почёта»
- Заслуженный деятель искусств Кабардино-Балкарской АССР.
- Заслуженный деятель искусств РСФСР (23.03.1961)[3].
- Народный артист РСФСР (31.08.1981).
- Серебряная медаль А. Попова

## Работы в театре
- 1957 — «Даханаго» З. А. Аксирова
- 1970 — «Мадина» М. Балова и Х. Карданова
- 1976 — «Искатели жемчуга» Ж. Бизе
- 1976 — "Проделки Ханумы"Г. Канчели
- 1976 — "Молодая гвардия"Ю. Мейтуса
- 1984 — «Смотрите кто пришёл» В. Арро